# عبد المنعم بسيوني
عبد المنعم بسيوني (2 فبراير 1923 - 28 يونيو 1975) هو ممثل مصري.

## حياته ونشأته
من مواليد 2 فبراير عام 1923، وتخصص طيلة حياته الفنية في الأدوار الصغيرة في عشرات الأفلام، وخلال مشواره الفني الممتد من 1949 إلى 1975 بلغ رصيد أعماله 224 عملاً فنياً (26 عمل تلفزيوني بين سهرات ومسلسلات و198 فيلم سينمائي).
توفي في 28 يونيو 1975 عن عمر يناهز 52 سنة.

## أشهر أفلامه
- 1975: حبي الأول والأخير

فيلم «المصري أفندي» للمخرج حسين صدقي عام 1949.  
- فيلم «وداعًا يا غرامي» للمخرج عمر جميعي عام 1951.[8]
- فيلم «زمن العجائب» للمخرج حسن الإمام عام 1952.[9]
- فيلم «يا ظالمني» للمخرج إبراهيم عمارة عام 1954.[10]
- فيلم «إزاي أنساك» للمخرج أحمد بدرخان عام 1956.[11]
- فيلم «حتى نلتقي» للمخرج هنري بركات عام 1958.[12]
- فيلم «حب وعذاب» للمخرج حسن الصيفي عام 1961.[13]
- فيلم «أنا وهو وهي» للمخرج فطين عبد الوهاب عام 1964.[14]
- فيلم «نشال رغم أنفه» للمخرج حسن الصيفي عام 1969.[15]
- فيلم «وكر الأشرار» للمخرج حسن الصيفي عام 1972.[16]
- فيلم «الأنثى والذئاب» للمخرج نيازي مصطفى عام 1975.[17]

## وصلات خارجية
- عبد المنعم بسيوني على موقع السينما
- عبد المنعم بسيوني على موقع دهليز
- عبد المنعم بسيوني على موقع IMDB
- عبد المنعم بسيوني على موقع كاروهات نسخة محفوظة 6 أكتوبر 2021 على موقع واي باك مشين.